# Tarauru roa
Tarauru roa est un motu des Gambier situé sur la barrière Nord-Est du lagon.